# Салуин
Салуин или Салуен (на бирмански: သံလွင်မြစ် – Танлуин, на територията на Китай – Наг-Чу на тибетски: ནག་ཆུ и Нудзя́н на китайски: 怒江) е голяма река в Китай, Мианмар и Тайланд. Дължина 2820 km (по други данни 2980 km). Площ на водосборния басейн около 325 000 km². Река Салуин води началото си на 5339 m н.в., под името Нагчу от ледниците по южния склон на мощния хребет Тангла в източната част на Тибетската планинска земя, в Тибетския автономен район на Китай. В горното си течение тече предимно в югоизточна посока по Тибетската планинска земя. При навлизането се в провинция Юннан вече под името Нудзян завива на юг и запазва това направление до устието си, като пресича централните части на полуостров Индокитай. В Юннан и на територията на Мианмар на протежение на повече от 1000 km реката протича през Юннанската и Шанската планинска земя, където образува дълбоки до 1500 m, а на места до 3000 m дефилета. В най-долното си течение преминава през крайната югоизточна част на Иравадийската равнина, като близо до устието си образува плитчини и бари. Влива се чрез два ръкава в източната част на залива Моутама на Андаманско море. Основни притоци: леви – Нама, Намкха, Намсхан, Пай (180 km), Таунйин (Таунгоун, 327 km), Джайн; десни – Нампан, Намтан, Нампун, Юнзалин, Доунтами. Подхранването ѝ в горното течение е предимно снежно, а в средното и долното – дъждовно. Има мусонен режим на оттока с лятно пълноводие, по време на което нивото на водата в теснините и дефилетата се повишава на места с 20 – 27 m. Среден годишен отток близо до устието около 6700 m³/s. Използва се транспортиране на дървен материал. Плавателна е за плитко газещи речни съдове на 120 km от устието. В устието ѝ е разположен град Моламяйн и неговото голямо морско пристанище.